# 榟橔
榟橔是马耳他的市镇，位于馬耳他島東部。市镇面积为7.4平方公里，2019年人口数量为11,386人。